# Anadenobolus aposematus
Anadenobolus aposematus är en mångfotingart som först beskrevs av Pocock 1907.  Anadenobolus aposematus ingår i släktet Anadenobolus och familjen Rhinocricidae. Inga underarter finns listade i Catalogue of Life.